# 凤凰台街道 (郑州市)
凤凰台街道，是中华人民共和国河南省郑州市金水区下辖的一个乡镇级行政单位。凤凰台街道位于金水区东南部，东靠中州大道，北到熊儿河，西南至管城回族区界，与未来路相接。

## 行政区划
凤凰台街道下辖以下地区：
建业城市花园社区、英协社区、凤凰台社区、王庄社区、张庄社区、凤凰城社区、省检察院社区和南航新村社区。